# Sommer-Paralympics 1976/Tischtennis
Bei den Sommer-Paralympics 1976 in Toronto wurden in insgesamt 27 Wettbewerben im Tischtennis Medaillen vergeben. Wie auch zuvor bei den Spielen in Heidelberg 1972 wurden Einzel-, Doppel- und Mannschaftswettbewerbe ausgetragen.

## Medaillengewinner Frauen

### Einzel
Klasse 1A
| Platz | Land               | Spieler        |
| ----- | ------------------ | -------------- |
| 1     | Irland             | Julia Cosgrove |
| 2     | Vereinigte Staaten | Ruth Wendth    |
| 3     | −                  | −              |

Klasse 1B
| Platz | Land                   | Spieler            |
| ----- | ---------------------- | ------------------ |
| 1     | Vereinigtes Königreich | Jane Blackburn     |
| 2     | Irland                 | Frances O’Sullivan |
| 3     | Italien                | Rosa Sicari        |

Klasse 1C
| Platz | Land   | Spieler          |
| ----- | ------ | ---------------- |
| 1     | Israel | M. Escapa        |
| 2     | Mexiko | Sandoval, Martha |
| 3     | −      | −                |

Klasse 2
| Platz | Land                   | Spieler        |
| ----- | ---------------------- | -------------- |
| 1     | Schweiz                | Rosa Schweizer |
| 2     | Frankreich             | M. Ramousse    |
| 3     | Vereinigtes Königreich | G. Matthews    |

Klasse 3
| Platz | Land                   | Spieler        |
| ----- | ---------------------- | -------------- |
| 1     | Österreich             | Brigitte Hahn  |
| 2     | Österreich             | Ingrid Voboril |
| 3     | Vereinigtes Königreich | J. Swann       |

Klasse 4–5
| Platz | Land                   | Spieler       |
| ----- | ---------------------- | ------------- |
| 1     | Niederlande            | Irene Schmidt |
| 2     | Niederlande            | Gerda Becker  |
| 3     | Vereinigtes Königreich | Carol Bryant  |

Klasse D
In dieser Klasse starteten lediglich D. Pidskalny aus Kanada und T. Chiapo aus Peru.
| Platz | Land | Spieler   |
| ----- | ---- | --------- |
| 1     | Peru | T. Chiapo |
| 2     | −    | −         |
| 3     | −    | −         |

### Doppel
Klasse 1B
Im Doppelwettbewerb der Klasse 1B starteten nur die Mannschaften aus Irland, Mexiko und USA.
| Platz | Land               | Spieler                           |
| ----- | ------------------ | --------------------------------- |
| 1     | Irland             | Julia Cosgrove Frances O’Sullivan |
| 2     | Vereinigte Staaten | Ruth Rosenbaum Ruth Wendth        |
| 3     | −                  | −                                 |

### Mannschaft
Klasse 2
| Platz | Land                   | Spieler                    |
| ----- | ---------------------- | -------------------------- |
| 1     | Österreich             | Ilse Scharf Rosa Schweizer |
| 2     | Vereinigtes Königreich | M. Jones G. Matthews       |
| 3     | Frankreich             | Tournier M. Ramousse       |

Klasse 3
| Platz | Land                   | Spieler                       |
| ----- | ---------------------- | ----------------------------- |
| 1     | Österreich             | Brigitte Hahn Ingrid Voboril  |
| 2     | Vereinigtes Königreich | Gwen Buck J. Swann            |
| 3     | Kanada                 | L. Stewart P. Barnard         |
| 3     | Vereinigte Staaten     | Beata Anderson Rosalie Hixson |

Klasse 4–5
| Platz | Land           | Spieler                      |
| ----- | -------------- | ---------------------------- |
| 1     | Niederlande    | Gerda Becker Irene Schmidt   |
| 2     | Österreich     | Hermina Kraft Maria Schitter |
| 3     | BR Deutschland | Ruth Lamsbach Winckelmann    |

## Medaillengewinner Männer

### Einzel
Klasse 1A
| Platz | Land     | Spieler           |
| ----- | -------- | ----------------- |
| 1     | Schweiz  | Rosenast, Hans    |
| 2     | Schweiz  | Kueschall, Rainer |
| 3     | Finnland | Hatinen, Pekka    |

Klasse 1B
| Platz | Land                   | Spieler        |
| ----- | ---------------------- | -------------- |
| 1     | Vereinigtes Königreich | Bradshaw, S.   |
| 2     | BR Deutschland         | Koch, Wolfgang |
| 3     | Österreich             | Sailer, Walter |

Klasse 1C
| Platz | Land           | Spieler        |
| ----- | -------------- | -------------- |
| 1     | BR Deutschland | Emmel, Manfred |
| 2     | BR Deutschland | Boerstler, B.  |
| 3     | Schweden       | Bonderud, G.   |

Klasse 2
| Platz | Land        | Spieler      |
| ----- | ----------- | ------------ |
| 1     | Südkorea    | Choi, Tae Am |
| 2     | Kanada      | Lam, L.      |
| 3     | Niederlande | Meursing, J. |

Klasse 3
| Platz | Land           | Spieler        |
| ----- | -------------- | -------------- |
| 1     | BR Deutschland | Simon, Heinz   |
| 2     | BR Deutschland | Krimmel, Fritz |
| 3     | Südkorea       | Son, Kum Du    |

Klasse 4–5
| Platz | Land               | Spieler            |
| ----- | ------------------ | ------------------ |
| 1     | Israel             | Hagai, Baruch      |
| 2     | Vereinigte Staaten | Dempsey, Michael   |
| 3     | Belgien            | de Zutter, Richard |
| 3     | Schweden           | Johansson, Olle    |

Klasse C
| Platz | Land     | Spieler         |
| ----- | -------- | --------------- |
| 1     | Schweden | Augustsson, J.  |
| 2     | Hongkong | Wong, Shek Kau  |
| 3     | Hongkong | Tong, Hon Keung |

Klasse D
| Platz | Land       | Spieler          |
| ----- | ---------- | ---------------- |
| 1     | Kanada     | Chrak, G.        |
| 2     | Frankreich | Chassagne, P.    |
| 3     | Belgien    | de Vrieze, Jozef |

Klasse D1
| Platz | Land               | Spieler        |
| ----- | ------------------ | -------------- |
| 1     | Vereinigte Staaten | Johnson, M.    |
| 2     | Südafrika          | Hoddleston, D. |
| 3     | Vereinigte Staaten | Behan, J.      |

Klasse E
| Platz | Land                   | Spieler        |
| ----- | ---------------------- | -------------- |
| 1     | Schweden               | Pettersson, A. |
| 2     | Vereinigtes Königreich | Speedy, B.     |
| 3     | Indonesien             | Supadi, Sigit  |

### Doppel
Klasse 1A
| Platz | Land     | Spieler                              |
| ----- | -------- | ------------------------------------ |
| 1     | Schweiz  | Kueschall, Rainer Rosenast, Hans     |
| 2     | Finnland | Hatinen, Pekka Launonen, Matti       |
| 3     | Norwegen | Caspersen, Casper Stenberg, Jan Erik |

Klasse 1B
| Platz | Land                   | Spieler                 |
| ----- | ---------------------- | ----------------------- |
| 1     | Vereinigtes Königreich | Bradshaw, S. Taylor, T. |
| 2     | BR Deutschland         | Konkel Steiner          |
| 3     | –                      | –                       |

Klasse 1C
| Platz | Land           | Spieler                      |
| ----- | -------------- | ---------------------------- |
| 1     | BR Deutschland | Boerstler, B. Koch, Wolfgang |
| 2     | Schweden       | Bonderud, G. Nilsson, G.     |
| 3     | Dänemark       | Eriksen, Bjalne Funder, Eric |

### Mannschaft
Klasse 2
| Platz | Land                   | Spieler |
| ----- | ---------------------- | ------- |
| 1     | Schweden               |         |
| 2     | Südkorea               |         |
| 3     | Vereinigtes Königreich |         |

Klasse 3
| Platz | Land           | Spieler                     |
| ----- | -------------- | --------------------------- |
| 1     | Schweiz        | Buehler Erich / Mrose Peter |
| 2     | BR Deutschland | Krimmel Fritz / Simon Heinz |
| 3     | Kanada         |                             |

Klasse 4–5
| Platz | Land                   | Spieler                     |
| ----- | ---------------------- | --------------------------- |
| 1     | Vereinigte Staaten     | Dempsey, Michael Kerr, Gary |
| 2     | BR Deutschland         | Binner Gentner, H.          |
| 3     | Vereinigtes Königreich | Riches, D. McDonald         |

## Medaillenspiegel Tischtennis
| Medaillenspiegel Tischtennis | Medaillenspiegel Tischtennis | Medaillenspiegel Tischtennis | Medaillenspiegel Tischtennis | Medaillenspiegel Tischtennis | Medaillenspiegel Tischtennis |
| Platz                        | Land                         | G                            | S                            | B                            | Gesamt                       |
| ---------------------------- | ---------------------------- | ---------------------------- | ---------------------------- | ---------------------------- | ---------------------------- |
| 1                            | Schweiz                      | 4                            | 1                            | –                            | 5                            |
| 2                            | BR Deutschland               | 3                            | 6                            | 1                            | 10                           |
| 3                            | Vereinigtes Königreich       | 3                            | 3                            | 5                            | 11                           |
| 4                            | Österreich                   | 3                            | 2                            | 1                            | 6                            |
| 5                            | Schweden                     | 3                            | 1                            | 2                            | 6                            |
| 6                            | Vereinigte Staaten           | 2                            | 3                            | 2                            | 7                            |
| 7                            | Niederlande                  | 2                            | 1                            | 1                            | 4                            |
| 8                            | Irland                       | 2                            | 1                            | –                            | 3                            |
| 9                            | Israel                       | 2                            | –                            | –                            | 2                            |
| 10                           | Kanada                       | 1                            | 1                            | 2                            | 4                            |
| 11                           | Südkorea                     | 1                            | 1                            | 1                            | 3                            |
| 12                           | Peru                         | 1                            | –                            | –                            | 1                            |
| 13                           | Frankreich                   | –                            | 2                            | 1                            | 3                            |
| 14                           | Finnland                     | –                            | 1                            | 1                            | 2                            |
| 14                           | Hongkong                     | –                            | 1                            | 1                            | 2                            |
| 16                           | Mexiko                       | –                            | 1                            | –                            | 1                            |
| 16                           | Südafrika                    | –                            | 1                            | –                            | 1                            |
| 18                           | Belgien                      | –                            | –                            | 2                            | 2                            |
| 19                           | Dänemark                     | –                            | –                            | 1                            | 1                            |
| 19                           | Indonesien                   | –                            | –                            | 1                            | 1                            |
| 19                           | Italien                      | –                            | –                            | 1                            | 1                            |
| 19                           | Norwegen                     | –                            | –                            | 1                            | 1                            |